# NGC 3261
NGC 3261 (другие обозначения — ESO 263-40, MCG -7-22-15, AM 1026-442, IRAS10268-4423, PGC 30868) — галактика в созвездии Паруса.
Этот объект входит в число перечисленных в оригинальной редакции «Нового общего каталога».
В галактике вспыхнула сверхновая SN 1997Z типа II, её пиковая видимая звездная величина составила 15,5.
В галактике вспыхнула сверхновая SN 2008fw типа Ia, её пиковая видимая звездная величина составила 14,3.
Галактика NGC 3261 входит в состав группы галактик NGC 3261. Помимо NGC 3261 в группу также входят NGC 3256 и NGC 3256C.